# Сосновский сельский совет (Полтавская область)
Сосновский сельский совет (укр. Соснівська сільська рада) — входит в состав
Гадячского района
Полтавской области
Украины.
Административный центр сельского совета находится в 
с. Сосновка.

## История
- 1918 — дата образования.

## Населённые пункты совета
- с. Сосновка